# Песни моряков. Часть 2
«Песни моряков. Часть 2» — сольный альбом российского рок-музыканта Александра Ф. Скляра, выпущенный в 2010 году концерном «Союз». Диск продолжает морскую тематику первой части, вышедшей двумя годами раньше, однако в отношении общей стилистики уходит от рок-звучания больше в сторону шансона.

## Создание и концепция
После релиза первого подобного альбома Скляр продолжил интересоваться портовой романтикой и для создания нового материала обратился к наследию прошлого: «Размышляя о том, в каком направлении двигаться дальше, я пришёл к выводу: морская тематика не исчерпала себя в одном альбоме и она мне настолько интересна, что я захотел продолжить и внутренне завершить её. Конечно, в первой части я сказал всё, что хотел сказать лично от себя по этому поводу. Но я подумал о том, что мне было бы важно и интересно показать спектр других представлений об этой теме, мотивов, связанных с ней, изначально выраженных не в моём творчестве, но очень близких мне самому». Музыкант прослушал много старых мелодий и отобрал, на его взгляд, самые яркие из них. «Работая над альбомом, мы смогли почувствовать коллективную пульсацию, для меня это было очень важно. И по своему содержанию эта пластинка полностью отражает мое внутреннее состояние. Она созвучна некоторым работам, созданным мной сольно во времена существования группы „Ва-банкъ“, но в отличие от них, она гораздо более осмысленна. На ней нет ни одного проходного номера».
«Одесский порт», «Мишка-одессит», «Теплоход» — это кавер-версии знаменитых песен Леонида Утёсова, «Белый пароходик» — перепевка песни Юрия Визбора. Многие из композиций ранее уже издавались на предыдущих сольных альбомах музыканта, а здесь представлены в других аранжировках. Например, песня «Таверна Парадиз» присутствовала на диске «Город X», «Танго журналистов» из репертуара Аркадия Северного и «О, город Гамбург» авторства Евгения Головина — впервые появились на альбоме «По направлению к танго». Среди композиций бардовский номер «Не ревнуй» Александра Городницкого, довольно редкая песня «На архангельском причале» Вадима Козина. Песня «Есть моря!», единственный трек с собственным текстом Скляра, создавалась ещё в составе группы «Ва-банкъ» и вышла в 2005 году на диске «Игроки и шпионы». Фольклорный городской романс «В кейптаунском порту» записан совместно с Гариком Сукачёвым. «Мишка-одессит» и «Я милого узнаю по походке» в своё время тоже исполнялись вместе с Сукачёвым, но для нового релиза Скляр полностью их переделал и представил в собственной интерпретации. Народную песню «А море бурное…» Скляр выбрал с подачи известного теле- и радиожурналиста Александра Гордона.

## Отзывы
Презентация состоялась 28 апреля 2010 года в московском клубе «Б2». Владимир Смирнов, обозреватель журнала Fuzz, назвал получившийся диск «симпатичным», удостоив похвалы его жанровую составляющую: «Если бы эфир одиозной радиостанции состоял бы хоть наполовину из подобного материала, его нестыдно было бы слушать». Положительную рецензию на альбом написал и критик Вадим Пономарёв: «В целом, именно в этом втором альбоме Александр Ф. Скляр позволил себе стать самим собой, без оглядки на старших товарищей, как это бывало у него во времена „Ва-Банка“». Игорь Лесник в обзоре для сайта Звуки.ру назвал альбом «одной из самых интересных пластинок года, обязательных в коллекции каждого умного человека в аудитории 25+, для которого имена Утёсова, Вертинского, Алешковского и Юла Бринера — не пустой звук». Илья Зинин в рецензии для Rolling Stone Russia счёл подобный ход музыканта закономерным и удивился, почему артист не сделал этого раньше. Борис Барабанов из журнала «Коммерсантъ Weekend» выразил неоднозначное мнение относительно «Второй части»: «Альбом не блещет звуковыми находками и не открывает новых граней дарования исполнителя, зато воспроизводит для слушателя классику отечественной морской песни. Иногда заигранную до неприличия, иногда в буквальном смысле слова потерянную».

## Участники записи
- Александр Ф. Скляр — гитара, вокал;
- Гарик Сукачёв — вокал «В кейптаунском порту»;
- Антон Хабибулин — гитара;
- Алексей Рыславский — бас-гитара, контрабас.
- Рушан Аюпов — баян;
- Александр Белоносов — клавишные, фортепьяно;
- Сергей Батраков — барабаны, перкуссия;

## Список композиций
| №                   | Название                    | Текст песни         | Музыка              | Длительность |
| ------------------- | --------------------------- | ------------------- | ------------------- | ------------ |
| 1.                  | «Таверна «Парадиз»»         | Головин             | Скляр               | 3:43         |
| 2.                  | «На окраине»                | народные            | народная            | 5:32         |
| 3.                  | «Теплоход»                  | Драгунский          | Фельцман            | 3:03         |
| 4.                  | «Танго журналистов»         | Головин             | Головин             | 6:07         |
| 5.                  | «Одесский порт»             | Инбер               | Табачников          | 2:55         |
| 6.                  | «О, город Гамбург»          | Головин             | Головин             | 4:15         |
| 7.                  | «В кейптаунском порту»      | Гандельман          | Секунда             | 5:00         |
| 8.                  | «Белый пароходик»           | Визбор              | Визбор              | 3:21         |
| 9.                  | «Есть моря!»                | Скляр               | Скляр               | 4:47         |
| 10.                 | «Девушка из Нагасаки»       | народные            | народная            | 3:44         |
| 11.                 | «Я милого узнаю по походке» | народные            | народная            | 4:17         |
| 12.                 | «Не ревнуй меня»            | Городницкий         | Городницкий         | 3:05         |
| 13.                 | «Мишка-одессит»             | Дыховичный          | Табачников          | 6:31         |
| 14.                 | «На архангельском причале»  | Козин               | Козин               | 3:30         |
| 15.                 | «А море бурное…»            | народные            | народная            | 3:44         |
| Общая длительность: | Общая длительность:         | Общая длительность: | Общая длительность: | 63:38        |